# 대한한의사협회
대한한의사협회(大韓韓醫師協會, The Association of Korean Medicine, 약칭: AKOM)는 국민보건 향상과 사회복지 증진에 기여하고 한의학술의 발전과 회원간의 친목을 도모하여 한의사의 권익옹호사업과 의료질서 확립에 기여하기 위해 설립된 대한민국 보건복지부 소관 특수법인이다. 서울특별시 강서구 허준로 91에 위치하고 있다.

## 설립 근거
- 의료법 제28조[1]

## 연혁
- 1898년: 대한의사총합소 창립
- 1900년 1월 2일: 의사규칙 제정
- 1909년 8월: 팔가일지회 결성
- 1909년 10월 24일: 대한의사총합소 개편
- 1917년 11월: 동서의학연구회 설립
- 1939년 4월: 동양의약협회 창립
- 1945년 11월 3일: 조선의사회 (한의단체)
- 1947년 5월: 동양한의학회 결성
- 1951년 12월 10일: 사단법인 대한한의사협회 설립총회
- 2000년 10월 5일: 사단법인 대한한약사회 설립인가(회원 59명)

## 조직

### 대의원 총회
- 선거관리위원회
- 감사
- 윤리위원회

#### 회장
- 이사회
  - 중앙이사회
    - 기획조정위원회
    - 학술위원회
    - 법제위원회
    - 의무위원회
    - 약무위원회
    - 보험위원회
    - 국제위원회
    - 홍보위원회
    - 정보통신위원회
    - 편집위원회
    - 계약심의위원회
    - 한의학정책연구원
- 지부
- 여한의사회
- 대한한의학회
- 부회장/이사

##### 사무총장
- 기획조정국
  - 기획조정팀
  - 법무/의료광고팀
- 정책사업국
  - 보험의약무정책팀
  - 학술교육국제팀
- 회무경영국
  - 총무/비서팀
  - 재무팀
  - 전산팀
- 홍보실
- 한의신문 편집국
  - 취재팀
  - 신문광고팀
- 한의학정책연구원 행정실